# Jonathan Pitroipa
Jonathan Pitroipa, de son nom complet Beninwende Yann Jonathan Pitroipa, né le 12 avril 1986 à Ouagadougou, est un footballeur international burkinabè, qui évolue au poste d'attaquant. 
Formé à l'École de Football Planète Champion de Ouagadougou, il rejoint l'Europe en 2004 en s'engageant avec le SC Fribourg. C'est là, en deuxième division allemande, qu'il se révèle, y jouant un total de quatre saisons, et intégrant alors l'équipe du Burkina Faso. Recruté par le Hambourg SV en 2008, il continue son parcours en Allemagne, mais peine à s'imposer dans un club où il dispute malgré tout deux demi-finales de Ligue Europa. En 2011, il donne un nouveau tour à sa carrière en rejoignant la France et le Stade rennais. En parallèle, il devient l'un des cadres de son équipe nationale, avec qui il dispute à plusieurs reprises la Coupe d'Afrique des nations, dont il est élu meilleur joueur à l'issue de l'édition 2013. Un an et demi plus tard, il quitte le Stade rennais pour rejoindre les Émirats arabes unis, où il s'engage avec l'Al-Jazira Club. Il termine sa carrière professionnelle au Paris FC en janvier 2021 puis s'engage au mois de juin de la même année à l'EF Chartres-de-Bretagne, club de la région rennaise où son fils pratique le football en équipe junior.
Évoluant préférentiellement sur l'aile, il est renommé pour sa technique et sa vitesse balle au pied, mais reçoit aussi des critiques pour son manque de régularité et son manque de lucidité au moment de conclure des actions de jeu.

## Biographie

### Enfance et débuts à Ouagadougou
Né le 12 avril 1986 à Ouagadougou, Jonathan Pitroipa grandit dans un quartier de sa ville natale, et commence à jouer au football dans la rue, puis à l'école, et enfin dans un petit club local, le Santos FC Ouagadougou, où il évolue durant deux ou trois ans. Jeune, il envisage également une carrière dans l'armée, mais échoue au test d'entrée du Prytanée militaire de Kadiogo.
Jonathan Pitroipa passe ensuite les tests d'entrée à l'académie de football Planète champion international à Ouagadougou, et fait partie de la dizaine de joueurs sélectionnés parmi 3 000 candidats. Fondée en 1997, cette académie est la première du genre à avoir été créée au Burkina Faso. Elle donne à Pitroipa une formation qu'il considère comme la « clé de sa réussite » de footballeur professionnel. En 2007, Planète champion international ferme ses portes, mais en réaction, Pitroipa et un autre ancien pensionnaire de l'académie, Wilfried Sanou, s'associent pour en créer une nouvelle, la Kada school international,, qui ouvre en 2009. Le père de Jonathan, Jean-Baptiste Pitroipa, en devient l'administrateur délégué, jusqu'à son décès en janvier 2014.

### Affirmation au SC Fribourg
En 2004, après avoir réalisé deux essais non concluants à l'AJ Auxerre, qui le juge trop maigre, Jonathan Pitroipa quitte Planète champion et le Burkina Faso pour rejoindre l'Allemagne. Recruté un an plus tôt par le SC Fribourg, Wilfried Sanou conseille à son entraîneur Volker Finke de donner sa chance à son ancien coéquipier de l'académie. Pitroipa pose donc ses valises à Fribourg, où la présence de Sanou facilite son adaptation à la vie européenne.
Il doit attendre plusieurs mois pour faire ses débuts dans une équipe en difficulté dans l'édition 2004-2005 de la Bundesliga. Après être resté plusieurs fois sur le banc de touche, il fait ses débuts professionnels le 23 avril 2005, jouant une demi-heure lors d'une défaite sur le terrain de l'Arminia Bielefeld. Il fait un total de quatre apparitions lors de cette première saison allemande. Dans le même temps, Fribourg est relégué en deuxième division, niveau auquel Pitroipa va finalement se révéler. En 2005-2006, s'il évolue encore principalement avec la réserve fribourgeoise, il dispute quatorze matchs de deuxième division, et marque son premier but, face au Sportfreunde Siegen le 23 avril 2006. Une année 2006 durant laquelle il fait également ses débuts en équipe du Burkina Faso.
Lors de la saison 2006-2007, Pitroipa s'impose comme l'une des principales armes offensives de son club. Il marque huit buts et donne dix passes décisives, avant d'en inscrire sept autres et de donner deux passes décisives la saison suivante.

### La concurrence à Hambourg

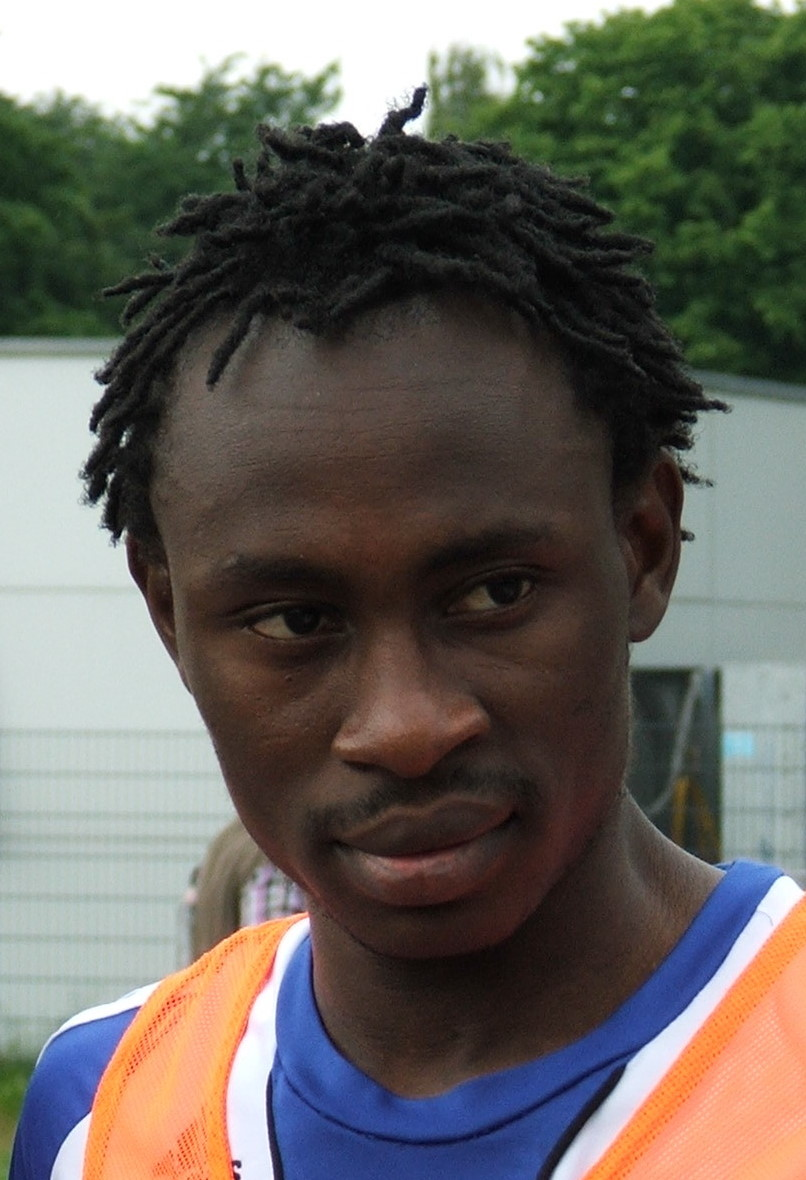
Jonathan Pitroipa en mai 2009.

En 2008, Jonathan Pitroipa arrive en fin de contrat avec le SC Fribourg, et est recruté par le Hambourg SV, où il signe un contrat de quatre ans. À Hambourg, il retrouve la Bundesliga, et intègre un club qui joue les places européennes. Sous la direction de l'entraîneur néerlandais Martin Jol, Pitroipa peine à s'imposer dans l'équipe hambourgeoise, n'étant titularisé que lors de la moitié de ses apparitions en championnat, lors de la saison 2008-2009. Il ne marque qu'un seul but, le 4 avril 2009 contre le TSG Hoffenheim, et ne donne qu'une passe décisive. En Coupe UEFA, il participe toutefois au bon parcours de son équipe, donnant une passe décisive, le 19 mars 2009 contre Galatasaray, en huitièmes de finale. Hambourg s'incline finalement en demi-finale face au Werder Brême, au terme de deux rencontres que Pitroipa dispute en intégralité,.
Victime de son irrégularité, Pitroipa peine toujours à s'imposer lors de la saison 2009-2010, alors que Bruno Labbadia a remplacé Martin Jol à la tête du HSV. N'étant toujours titularisé que lors de la moitié de ses apparitions en championnat, il marque trois buts et offre une passe décisive. En janvier 2010, sa saison est toutefois entrecoupée de sa première participation à la Coupe d'Afrique des nations avec le Burkina Faso, qui avait échoué à se qualifier lors des deux éditions précédentes. Tombé dans le même groupe que la Côte d'Ivoire et le Ghana, le Burkina termine à la dernière place et est éliminé, alors que Pitroipa dispute la totalité des deux rencontres jouées par son équipe. De retour en Allemagne, il parvient une nouvelle fois avec Hambourg en demi-finale de la Ligue Europa, et est cette fois éliminé par les Anglais de Fulham,. En 2010-2011 sa dernière saison à Hambourg est finalement la meilleure des trois. Titulaire régulier jusqu'en janvier 2011, il marque deux buts et donne sept passes décisives. En cours de saison, l'entraîneur Armin Veh est toutefois remercié au profit de Michael Oenning (en), et Pitroipa voit son temps de jeu se réduire, au point d'envisager un transfert.

### Au premier plan à Rennes et à la Coupe d'Afrique des nations

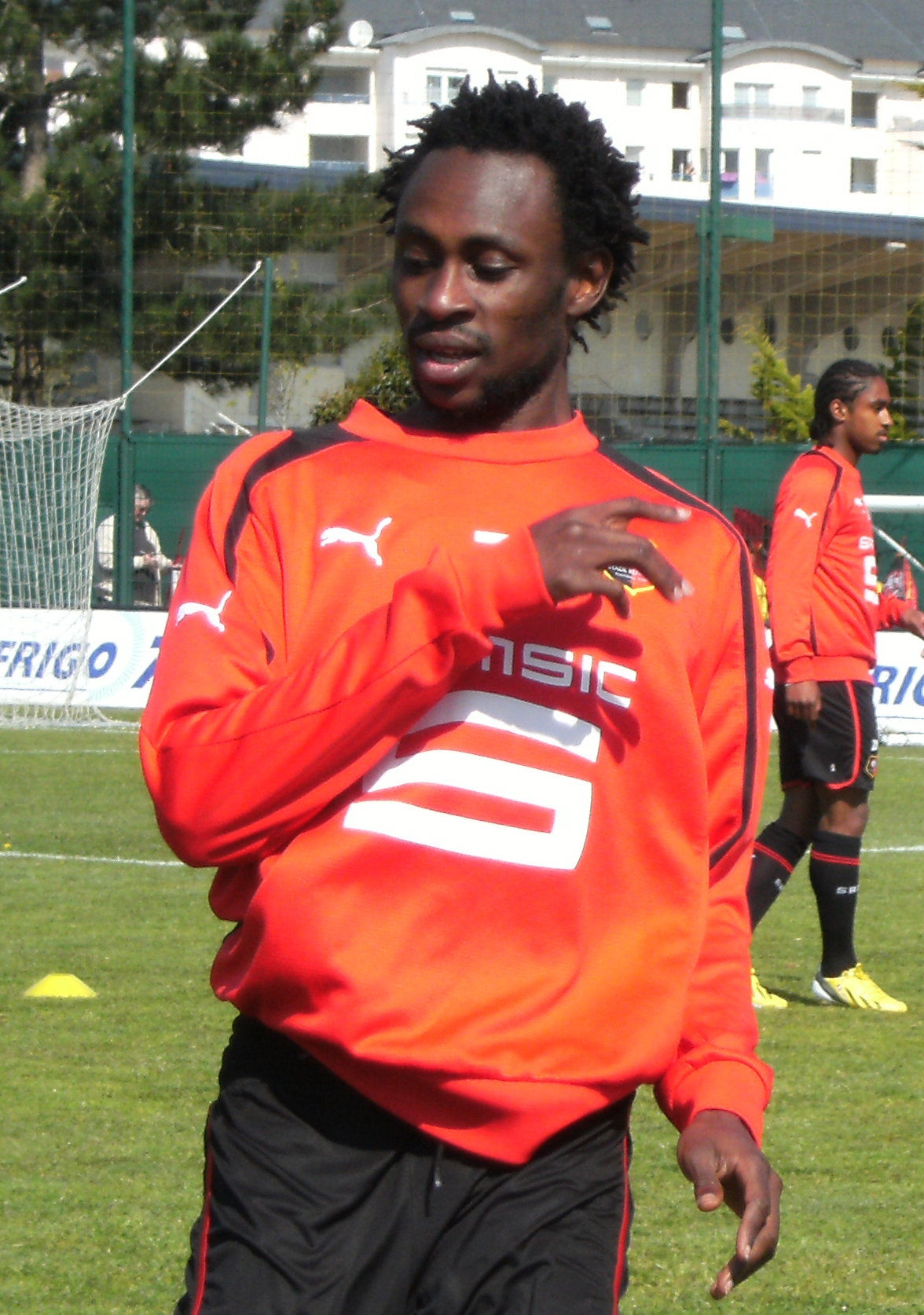
Pitroipa à l'entraînement avec le Stade rennais, en mai 2013.

Le 7 juillet 2011, Jonathan Pitroipa est transféré au Stade rennais, club du championnat de France avec lequel il signe un contrat de quatre ans, et où son nom avait déjà été annoncé un an auparavant. Il intègre une ligne offensive rennaise peu en verve la saison précédente, et qui se cherche un avant-centre titulaire. Pitroipa dispute sa première rencontre officielle avec le Stade rennais le 28 juillet 2011, à l'occasion d'un déplacement à Tbilissi, en Ligue Europa, face au Rustavi Metallurgist. Dès ce premier match, il marque deux buts. Deux semaines plus tard, il marque son premier but en Ligue 1 face au Paris Saint-Germain, synonyme de match nul pour le Stade rennais (1-1). Sa performance à cette occasion séduit les observateurs,.
Au Stade rennais, Pitroipa retrouve le statut de titulaire qui était le sien à Fribourg. À l'issue de la saison 2011-2012, il cumule dix buts et huit passes décisives toutes compétitions confondues. Avec lui, le Stade rennais trouve un joueur capable de coups de génie, mais qui se montre parfois trop individualiste. En janvier 2012, il participe également à sa deuxième Coupe d'Afrique des nations. Versé dans un groupe où figurent également la Côte d'Ivoire, le Soudan et l'Angola, le Burkina Faso subit le même sort que deux ans auparavant, terminant dernier de son groupe au premier tour. En 2012-2013, Pitroipa poursuit sur sa lancée avec le Stade rennais, où il forme un quatuor offensif performant avec Romain Alessandrini, Julien Féret et Mevlüt Erding.
Après 2010 et 2012, il participe à l'édition 2013 de la Coupe d'Afrique des nations avec le Burkina Faso. Cette fois, les Burkinabè parviennent à terminer en tête d'un groupe où figurent également le Nigeria, la Zambie et l'Éthiopie. Pitroipa prend une part active dans la qualification des siens, marquant un but et donnant trois passes décisives,. Le 3 février 2013, en quarts de finale face au Togo, il marque l'unique but du match en prolongation, offrant à son pays sa seconde participation aux demi-finales d'une Coupe d'Afrique des nations, après 1998. Opposé, à ce stade la compétition, au Ghana, il reçoit deux cartons jaunes durant le match et se voit alors exclu, alors que son équipe se qualifie aux tirs au but. Alors que son carton rouge doit le priver de la finale, l'arbitrage du match est largement remis en cause, au point de voir la Confédération africaine de football décider de suspendre l'arbitre, Selim Jedidi. Finalement, alors que l'arbitre reconnaît qu'il n'aurait pas dû expulser Pitroipa, celui-ci est blanchi, l'autorisant à disputer la finale. Le 10 février 2013, le Burkina Faso est battu par le Nigeria, qui remporte le titre. À l'issue du match, Jonathan Pitroipa est toutefois élu meilleur joueur du tournoi.

### Fin de parcours en France et départ aux Émirats
Après la Coupe d'Afrique des nations, Jonathan Pitroipa reprend la saison 2012-2013 avec le Stade rennais. Romain Alessandrini étant victime d'une grave blessure au genou, Frédéric Antonetti décide de replacer Pitroipa sur le côté gauche de l'attaque. À l'image du reste de son équipe, qui réalise une seconde partie de saison décevante, Pitroipa peine à se montrer décisif durant les mois suivants,. Relégué dans la seconde partie du classement, le Stade rennais s'incline également en finale de la Coupe de la Ligue face à l'AS Saint-Étienne (1-0), match que Pitroipa débute comme titulaire.
Durant l'été 2013, alors que Frédéric Antonetti est remplacé par Philippe Montanier au poste d'entraîneur du Stade rennais, Jonathan Pitroipa fait l'objet de rumeurs de transfert. Mais ces dernières n'aboutissent pas, et le joueur reste une saison supplémentaire en Bretagne. Durant l'exercice 2013-2014, Pitroipa voit son temps de jeu se réduire, notamment après l'arrivée à Rennes du Polonais Kamil Grosicki et un début de saison où il ne marque pas et donne deux passes décisives. Ainsi, il n'est titularisé qu'à dix-neuf reprises en Ligue 1, et n'est pas retenu par Montanier pour disputer la finale de la Coupe de France, perdue par le Stade rennais face à l'En Avant de Guingamp (2-0).
N'entrant plus dans les plans de Philippe Montanier, qui estime le joueur « en fin de cycle » en Bretagne, Pitroipa quitte le Stade rennais à l'été 2014. Il rejoint les Émirats arabes unis, et s'engage avec l'Al-Jazira Club le 4 juillet 2014,.

### Fin de carrière
En décembre 2019, Jonathan Pitroipa annonce qu'il met fin à sa carrière internationale de football après avoir joué pendant 13 ans pour les Étalons.
Le 26 janvier 2021, d'un commun accord, le Paris FC et l'ancien international burkinabé décident de mettre fin à leur collaboration en résiliant le contrat de ce dernier.
En juin 2021 il rejoint l'Espérance Football Chartres-de-Bretagne, club de Régional 1 (sixième division) de la région rennaise où son fils pratique le football en équipes junior,.

## Style de jeu
Doté d'un physique longiligne et sec, Jonathan Pitroipa se distingue par ses qualités techniques, notamment de dribble, de vitesse et de percussion,. Frédéric Antonetti, son entraîneur au Stade rennais, voit en lui un joueur « capable de faire des choses que les autres ne peuvent pas faire », tout comme Paulo Duarte, sélectionneur du Burkina Faso fait remarquer sa « grande créativité » et voit en lui, avec sa technique, « un petit Cristiano Ronaldo ». Également comparé à l'Ivoirien Gervinho,, il est, selon Pierre Dréossi qui réalise son recrutement pour le Stade rennais, « capable de mettre le désordre dans n'importe quelle défense ». Pour imager sa qualité de dribble, son coéquipier en équipe du Burkina Faso, Alain Traoré ajoute que « quand il est en jambes, même face à un mur, il passe ». De son côté, l'intéressé avoue essayer « de toujours jouer les un-contre-un » face à son défenseur. « Quand je vois qu'il vient sur moi, j’ai bien envie de le passer. C’est comme un défi ».
Ancien rennais et observateur attentif du football africain, Philippe Redon estime lui que « Pitroipa est le style de joueur qui n’apporte une plus-value que lorsque le collectif est bien rodé, que le ballon circule et que l’équipe joue bien. Si l’équipe est en difficulté, il devient alors tout aussi dur pour lui de faire la différence, il dépend de l’équipe dans laquelle il joue ». Globalement, l'essentiel des critiques négatives se concentrent sur son manque de régularité, et sur ses difficultés à ne pas conclure correctement ses actions,,. Pitroipa, expliquant qu'il ne cherche pas à « changer [sa] manière de jouer », reconnaît qu'il doit « travailler pour être plus décisif » ainsi qu'être « lucide et mieux observer le jeu ».

## Dans la culture populaire
Populaire au Burkina Faso, Jonathan Pitroipa fait l'objet, à la suite de la Coupe d'Afrique des nations 2010, d'une chanson de coupé-décalé interprétée par Flamzy & Joskar,.

## Statistiques

### En club
Le tableau suivant récapitule les statistiques de Jonathan Pitroipa au cours de sa carrière professionnelle,.

| Saison                | Club                  | Championnat           | Championnat | Championnat | Coupe nationale | Coupe nationale | Coupe de la Ligue | Coupe de la Ligue | Compétition(s) continentale(s) | Compétition(s) continentale(s) | Compétition(s) continentale(s) | Total | Total |
| Saison                | Club                  | Division              | M.          | B.          | M.              | B.              | M.                | B.                | Comp.                          | M.                             | B.                             | M.    | B.    |
| 2004-2005             | SC Fribourg           | Bundesliga            | 4           | 0           | 0               | 0               | -                 | -                 | -                              | -                              | -                              | 4     | 0     |
| 2005-2006             | SC Fribourg           | 2. Bundesliga         | 14          | 1           | 1               | 0               | -                 | -                 | -                              | -                              | -                              | 15    | 1     |
| 2006-2007             | SC Fribourg           | 2. Bundesliga         | 33          | 8           | 1               | 0               | -                 | -                 | -                              | -                              | -                              | 34    | 8     |
| 2007-2008             | SC Fribourg           | 2. Bundesliga         | 24          | 7           | 2               | 0               | -                 | -                 | -                              | -                              | -                              | 26    | 7     |
| Sous-total            | Sous-total            | Sous-total            | 75          | 16          | 4               | 0               | -                 | -                 | -                              | -                              | -                              | 79    | 16    |
| 2008-2009             | Hambourg SV           | Bundesliga            | 28          | 1           | 4               | 0               | -                 | -                 | C3                             | 11                             | 0                              | 43    | 1     |
| 2009-2010             | Hambourg SV           | Bundesliga            | 20          | 3           | 2               | 0               | -                 | -                 | C3                             | 12                             | 0                              | 34    | 3     |
| 2010-2011             | Hambourg SV           | Bundesliga            | 26          | 2           | 2               | 0               | -                 | -                 | -                              | -                              | -                              | 28    | 2     |
| Sous-total            | Sous-total            | Sous-total            | 74          | 6           | 8               | 0               | -                 | -                 | -                              | 23                             | 0                              | 105   | 6     |
| 2011-2012             | Stade rennais FC      | Ligue 1               | 36          | 6           | 4               | 1               | 1                 | 0                 | C3                             | 9                              | 3                              | 50    | 10    |
| 2012-2013             | Stade rennais FC      | Ligue 1               | 32          | 7           | -               | -               | 4                 | 1                 | -                              | -                              | -                              | 36    | 8     |
| 2013-2014             | Stade rennais FC      | Ligue 1               | 23          | 0           | 3               | 0               | -                 | -                 | -                              | -                              | -                              | 26    | 0     |
| Sous-total            | Sous-total            | Sous-total            | 91          | 13          | 7               | 1               | 5                 | 1                 | -                              | 9                              | 3                              | 112   | 18    |
| 2014-2015             | Al-Jazira             | UAE Pro-League        | 25          | 9           | 2               | 1               | -                 | -                 | ACL                            | 1                              | 0                              | 28    | 10    |
| 2015-2016             | Al-Nasr               | UAE Pro-League        | 26          | 6           | 3               | 1               | -                 | -                 | ACL                            | 8                              | 1                              | 37    | 8     |
| 2016-2017             | Al-Nasr               | UAE Pro-League        | 12          | 6           | 2               | 0               | -                 | -                 | ACL                            | 2                              | 1                              | 16    | 7     |
| Sous-total            | Sous-total            | Sous-total            | 38          | 12          | 5               | 1               | -                 | -                 | -                              | 10                             | 2                              | 53    | 15    |
| 2017-2018             | Royal Antwerp         | Jupiler Pro League    | 7           | 0           | 3               | 0               | -                 | -                 | -                              | -                              | -                              | 10    | 0     |
| 2018-2019             | Paris FC              | Ligue 2               | 31          | 3           | 1               | 0               | -                 | -                 | -                              | -                              | -                              | 32    | 3     |
| 2019-2020             | Paris FC              | Ligue 2               | 23          | 0           | 4               | 2               | -                 | -                 | -                              | -                              | -                              | 27    | 2     |
| 2020-2021             | Paris FC              | Ligue 2               | 14          | 0           | -               | -               | -                 | -                 | -                              | -                              | -                              | 14    | 0     |
| Sous-total            | Sous-total            | Sous-total            | 68          | 3           | 5               | 2               | -                 | -                 | -                              | -                              | -                              | 73    | 5     |
| Total sur la carrière | Total sur la carrière | Total sur la carrière | 378         | 59          | 34              | 5               | 5                 | 1                 | -                              | 43                             | 5                              | 460   | 70    |

### En équipe nationale
| Saison                | Sélection             | Phases finales        | Phases finales | Phases finales | Phases finales | Éliminatoires | Éliminatoires | Éliminatoires | Matchs amicaux | Matchs amicaux | Matchs amicaux | Total | Total | Total |
| Saison                | Sélection             | Compétition           | M              | B              | Pd             | M             | B             | Pd            | M              | B              | Pd             | M     | B     | Pd    |
| --------------------- | --------------------- | --------------------- | -------------- | -------------- | -------------- | ------------- | ------------- | ------------- | -------------- | -------------- | -------------- | ----- | ----- | ----- |
| 2006-2007             | Burkina Faso          | -                     | -              | -              | -              | 4             | 1             | 1             | 2              | 0              | 0              | 6     | 1     | 1     |
| 2007-2008             | Burkina Faso          | -                     | -              | -              | -              | 5             | 0             | 0             | -              | -              | -              | 5     | 0     | 0     |
| 2008-2009             | Burkina Faso          | -                     | -              | -              | -              | 5             | 1             | 0             | 1              | 1              | 0              | 6     | 2     | 0     |
| 2009-2010             | Burkina Faso          | CAN 2010              | 2              | 0              | 0              | 3             | 0             | 0             | -              | -              | -              | 5     | 0     | 0     |
| 2010-2011             | Burkina Faso          | -                     | -              | -              | -              | 2             | 1             | 2             | 3              | 1              | 0              | 5     | 2     | 2     |
| 2011-2012             | Burkina Faso          | CAN 2012              | 3              | 0              | 0              | 2             | 0             | 0             | 2              | 0              | 0              | 7     | 0     | 0     |
| 2012-2013             | Burkina Faso          | CAN 2013              | 6              | 2              | 3              | 4             | 2             | 2             | 1              | 0              | 0              | 11    | 4     | 5     |
| 2013-2014             | Burkina Faso          | -                     | -              | -              | -              | 3             | 1             | 0             | 1              | 0              | 0              | 4     | 1     | 0     |
| 2014-2015             | Burkina Faso          | CAN 2015              | 3              | 0              | 0              | 5             | 6             | 0             | 2              | 0              | 0              | 10    | 6     | 0     |
| 2015-2016             | Burkina Faso          | -                     | -              | -              | -              | 5             | 2             | 0             | 1              | 0              | 0              | 6     | 2     | 0     |
| 2016-2017             | Burkina Faso          | CAN 2017              | 2              | 0              | 0              | 3             | 0             | 0             | 1              | 0              | 0              | 6     | 0     | 0     |
| 2017-2018             | Burkina Faso          | -                     | -              | -              | -              | -             | -             | -             | 3              | 0              | 0              | 3     | 0     | 0     |
| 2018-2019             | Burkina Faso          | -                     | -              | -              | -              | 4             | 1             | 0             | -              | -              | -              | 4     | 1     | 0     |
| 2019-2020             | Burkina Faso          | -                     | -              | -              | -              | 2             | 0             | 2             | 2              | 0              | 0              | 4     | 0     | 2     |
| Total sur la carrière | Total sur la carrière | Total sur la carrière | 16             | 2              | 3              | 47            | 15            | 7             | 19             | 2              | 0              | 82    | 19    | 10    |

## Palmarès et distinctions

### Palmarès collectif
| Stade rennais                          | Al-Jazira                                                    | Burkina Faso                                      |
| -------------------------------------- | ------------------------------------------------------------ | ------------------------------------------------- |
| - Coupe de la Ligue - Finaliste : 2013 | - Championnat des Émirats arabes unis - Vice-champion : 2015 | - Coupe d'Afrique des nations - Finaliste : 2013. |

### Distinction individuelle
Lors de la CAN 2013, il est  élu meilleur joueur de la compétition.
Le 12 février 2013, il est fait officier de l'ordre national burkinabè à la suite des résultats obtenus par l'équipe du Burkina Faso lors de la CAN 2013 en Afrique du Sud.